# Dasymutilla bonita
Dasymutilla bonita (лат.) — вид ос-немок (бархатных муравьёв) рода Dasymutilla из подсемейства Sphaeropthalminae (триба Pseudomethocini). Эндемик Северной Америки.

## Распространение
Северная Америка: США (Аризона) и Мексика (Guerrero, Jalisco, Nayarit, Sinaloa, Sonora).

## Описание
Мелкие пушистые осы-немки, длина тела от 6 до 10 мм (самки 6—8 мм; самцы 7—10 мм). Первый членик жгутика усика в 2 раза длиннее своей максимальной ширины, голова одноцветна с мезосомой и брюшком. Проподеум покрыт серебристыми щетинками.
Жвалы прямые, мезосома длиннее своей ширины, развита отчётливая скутеллярная чешуйка, пигидиум с отчётливыми бороздками. Сложные глаза полусферической формы. Брюшко узловидное с петиолем, соединяющим его с грудкой. Голени средней пары ног самцов с двумя шпорами. Пигидиальное поле самок хорошо развито. Характерен половой диморфизм: самки бескрылые, самцы крылатые. Паразиты в гнёздах жалящих перепончатокрылых насекомых, где они откладывают свои яйца в личинки хозяев этого гнезда. Личинки ос-немок питаются личинками хозяев и там же окукливаются. Имаго питаются нектаром.
Вид был впервые описан в 1928 году Ч. Майкелем (Mickel, C. E.). Валидный статус вида был подтверждён в ходе ревизии видовой группы в 2012 году американскими энтомологами Кевином Уилльямсом (англ. Kevin A. Williams) и Джеймсом Питтсом (James P. Pitts, оба из Университета штата Юта, Logan, Юта) и их соавторами. Таксон включён в состав видовой группы Dasymutilla monticola species-group (D. arenerronea, D. archboldi, D. birkmani, D. canella, D. eurynome, D. macilenta, D. monticola, D. radkei, D. saetigera, D. vesta); близок к виду Dasymutilla saetigera.